# Jan Zawrzycki
Jan Zawrzycki (ur. 3 czerwca 1903 w Kobiernicach, zm. 13 kwietnia 1976 w Krośnie) – polski duchowny katolicki, Sprawiedliwy wśród Narodów Świata.

## Życiorys
Absolwent Politechniki Lwowskiej, Wyższej Szkoły Samochodowej a także Seminarium Duchownego w Przemyślu.
Początkowo pełnił posługę w parafii Zgłobień a następnie w Rymanowie (do 1944). W czasie wojny współpracował z Armią Krajową a w 1946 wstąpił do organizacji Wolność i Niezawisłość. W grudniu 1946 oskarżony o przynależność do nielegalnej organizacji i aresztowany. Wyszedł na wolność w marcu 1947 na mocy ustawy amnestyjnej. Aresztowany ponownie w październiku 1947 i skazany na 10 lat więzienia jednak po skardze rewizyjnej i zastosowaniu ustawy amnestyjnej ksiądz wyszedł na wolność w lipcu 1948 (starania o wyjście na wolność księdza podjęły m.in. osoby pochodzenia żydowskiego, które ksiądz Zawrzycki uratował w czasie wojny). Po tych doświadczeniach przeniósł się do parafii Pławniowice koło Gliwic gdzie pracował do 1974. Ze względu na chorobę przeniósł się w 1974 do rodziny w Krośnie, gdzie zmarł w 1976. W 2008 uhonorowany pośmiertnie tytułem Sprawiedliwy wśród Narodów Świata.